# Twisted Metal (série de televisão)
Twisted Metal é uma série de televisão de ação e comédia pós-apocalíptica desenvolvida por Rhett Reese, Paul Wernick e Michael Jonathan Smith. Baseado na franquia de jogos de combate veícular publicado pela Sony Interactive Entertainment, a série contém no elenco Anthony Mackie, Stephanie Beatriz, Joe Seanoa, Will Arnett, Thomas Haden Church e Anthony Carrigan.
Desenvolvido pela Sony Pictures Television e PlayStation Productions, a série começou em maio de 2019 como uma temporada completa a pedido da Peacock em fevereiro de 2022. A primeira temporada foi lançada na Peacock com todos os dez episódios no dia 27 de julho de 2023. Em dezembro de 2023, a série foi renovada para uma segunda temporada que estreou no dia 31 de julho de 2025.

## Elenco e personagens

### Principais
- Anthony Mackie como John Doe – um leiteiro tagarela com amnésia. Na segunda temporada, é revelado que seu nome verdadeiro é Lionel e tem uma irmã chamada Krista, a Dollface. Quando sua irmã morre na etapa qualificatória do torneio, John desejou que se caso vencesse, traria ela de volta a vida
  - Anthony Mackie Jr como John Doe jovem
- Stephanie Beatriz como Quiet – uma ladra de carros e irmã de Loud. Na segunda temporada, acaba se juntando as Dolls após Dollface pedir ajuda para encontrar seu irmão desaparecido, John Doe. Ao decidir participar do torneio, ela desejaria derrubar todas as muralhas das cidades que impedem os forasteiros de se socializarem
- Joe Seanoa e Will Arnett como Sweet Tooth – também conhecido como Needles Kane, um palhaço assassino psicótico que dirige um caminhão de sorvete que dá jus ao seu nome. Na segunda temporada, ele reencontra Mr. Grimm no torneio com quem tem uma desavença com ele no passado e seu desejo é se tornar o maior serial killer dos Estados Divididos da América. Samoa interpreta o personagem fisicamente enquanto Arnett dubla

Antes de se tornar um assassino, seu nome verdadeiro é Marcus Kane, um ator mirim da fictícia série Billy & Two Scoops que se sentia desconfortável pelo fato do cão Billy ser a estrela principal e ele não. Durante uma gravação, Marcus matou o cachorro com agulhas na frente da plateia e do diretor e ele acabou sendo preso no Asilo Blackfield onde recebeu o apelido de Needles Kane. Após o apocalipse, Marcus foi atrás de sua mãe Amy e seu padrasto Wesley e os colocou na mesma cela em que ficou onde os deixou morrerem de fome
- Beau Hart como Marcus Kane jovem

- Thomas Haden Church como Agente Stone (primeira temporada) – um ex-policial que estabeleceu um regime totalitário nas enormes áreas do oeste dos Estados Unidos.
  - Richard Kohnke como Agente Stone jovem
- Anthony Carrigan como Calypso (segunda temporada)[1] – o criador e anfitrião do torneio de demolition derby Twisted Metal

### Recorrentes
- Richard Cabral como Loud (primeira temporada) – irmão da Quiet
- Mike Mitchell como Stu
- Tahj Vaughans como Mike
- Chelle Ramos como Jamie Roberts (primeira temporada) – uma das policiais do Agente Stone e irmã de Carl Roberts
- Michael Carollo como Carl Roberts (primeira temporada) – um dos policiais do Agente Stone e irmão da Jamie Roberts
- Tiana Okoye como Dollface (segunda temporada)[1] – uma vigilante que é líder da gangue As Dolls, um grupo formado por mulheres que usam máscaras de boneca. Seu nome verdadeiro é Krista e ela é irmã de Lionel, mais conhecido como John Doe. Seus veículos são o caminhão cegonha Darkside quando reencontra com o seu irmão, o buggy Shrapnel quando eles vão à Diesel City e o quadriciclo ATV no torneio. Dollface acaba se sacrificando na etapa qualificatória quando ela é atingida por um harpão dos Cavaleiros de Nebraska e atira no seu próprio pacote quando é cercada por eles e um míssil vindo do céu atinge ambos, matando-os na hora. Suas últimas palavras foram "Ganhe essa"
- Patty Guggenheim como Raven (segunda temporada)[1] – uma garota de aparência gótica que é a verdadeira chefe de Nova São Francisco e que controla toda a cidade. Ela é manipuladora, usa suas dublês quando está ausente e fez de John Doe seu prisioneiro para ser o seu piloto pro torneio de Calypso e ordenou que caso ele vencesse, desejaria salvar a sua namorada Kelly que está em coma profundo após sofrer um grave acidente há alguns anos atrás. Mas como John conseguiu fugir de Nova São Francisco, ela decide entrar no torneio por conta própria. Seu veículo é o carro Shadow
  - Halle Tator como Raven jovem
- Saylor Bell Curda como Mayhem (segunda temporada)[2]
- Richard de Klerk como Mr. Grimm (segunda temporada)[1] – um motoqueiro que devora almas de pessoas mortas e que se refere como "nós". Possui um passado sombrio com Sweet Tooth que o conhece pelo seu nome real, Marcus Kane. Em algum momento antes da queda, Sweet Tooth o trancou no Asilo Blackfield e jogou fora a chave. Ele foi solto do asilo depois que recebeu o convite de Calypso. Seu veículo é a moto Reaper
- Michael James Shaw como Axel (segunda temporada)[2] – um homem metade humano metade máquina que foi submetido pelo Projeto Eixo Humano do Dr. Zemu que transformava pessoas em carros próprios. Seu veículo é uma máquina que dá jus ao seu nome onde ele prende seus braços nas duas rodas gigantes e coloca seus pés numa plataforma
- Lisa Gilroy como Vermin (segunda temporada)[2] – uma exterminadora de pragas que veio dos pântanos da Flórida. Seu veículo é o furgão Roach Coach e seu desejo é ter um mundo governado por insetos

### Convidados
- Lou Beatty Jr. como Tommy (primeira temporada) – um cartógrafo que conhece os perigos dos Estados Unidos após o apocalipse e que deu o mapa da rota de Nova Chicago à John Doe
- Jared Bankens como Shepard (primeira temporada) – um dos policiais do Agente Stone e o segundo no comando dos Homens da Lei. Ele controlava um dos maiores postos de controle do Agente Stone, a Represa Hoover
- Neve Campbell como Alpha Raven (primeira temporada) – uma das dublês da verdadeira Raven que é dona do Bar Kelly's em Nova São Francisco e quem encarregou John Doe de buscar um pacote em Nova Chicago pra no final revelar que ela o escolheu para ser seu piloto para o futuro torneio comandado por Calypso
- Jamie Neumann como Miranda Watts (primeira temporada) – a líder do Comboio que assume o posto após a morte de Granny Dread. Seu veículo é o carro de corrida monoposto Twister e ela é namorada da Amber Rose
- Diany Rodriguez como Amber Rose (primeira temporada) – ela é uma botânica e namorada da Miranda Watts que John Doe e Quiet vão até ela para buscar suplimentos para Granny Dread. Após a dupla entregar para o comboio, elas se reconciliam. Seu veículo é o carro Flower Power e o caminhão Juggernaut quando reintegra ao Comboio
- Peg O'Keef como Granny Dread (primeira temporada) – também conhecido pelo seu nome de Cathy Stropton, é a fundadora do Comboio, um grupo de sobreviventes que vivem em um grupo de caminhões em movimento por todas as estradas interestaduais dos Estados Unidos
- Chloe Fineman como Bloody Mary (primeira temporada) – a ex-namorada do John Doe que se tornou uma leiteira
- Wanetah Walmsley como Amy Kane (primeira temporada) – a mãe do Marcus Kane antes dele se tornar o serial killer Sweet Tooth
- Jason Mantzoukas como O Pregador (primeira temporada) – é um líder religioso que perdeu sua fé após o apocalipse acontecer e se tornou o líder de um grupo de devastadores hedonistas conhecidos como Os Homens Santos
- Eden Lee como Diane (primeira temporada) – uma das guardas dos portões de Nova São Francisco que visita John Doe em seu apartamento para comer pizza
- Claire McDonnell como Dana (segunda temporada) – uma das integrantes das Dolls que Krista conheceu no Conselho dos Abutres dez anos antes dos acontecimentos da série. Ela foi orientada na época pelo seu namorado Boxer, um membro dos Abutres, a matar as garotas mas Krista a convenceu e as outras a se libertarem e elas matam seus ex-namorados e juntas formam as Dolls
- Nikki Duval como Ashley (segunda temporada) – uma das integrantes das Dolls. Ela é morta pelo Mr. Grimm
- Daniel Beirne como Jeremy (segunda temporada) – o único homem integrante das Dolls antes da chegada de John Doe. Ele é morto pelo Mr. Grimm
- Lily Gao como Jessica (segunda temporada) – uma das integrantes das Dolls que Krista conheceu no Conselho dos Abutres dez anos antes dos acontecimentos da série
- Jon Daly como Imperador (segunda temporada) – um líder da fábrica de armas especiais de Diesel City
- Johnno Wilson como Dave (segunda temporada) – um dos participantes do torneio Twisted Metal. Seu veículo é um carro da auto-escola chamado Hammerhead
- André Dae Kim como Chuckie Floop (segunda temporada) – um dos participantes do torneio Twisted Metal. Seu veículo é o carro esportivo Quatro com uma pintura semelhante ao Spectre de Twisted Metal: Head-On. Seu desejo é ter a habilidade de voar mas é morto por Mayhem na primeira etapa do torneio e tem o seu veículo roubado pela mesma
- Tyler Johnston como Deacon (segunda temporada) – um integrante dos Homens Santos que participa do torneio Twisted Metal junto com o seu companheiro Brenjamin. Seu veículo é o carro Brimstone
- Katherine East como Frostbite (segunda temporada) – uma das participantes do torneio Twisted Metal. Seu veículo é uma caminhonete de neve chamado Snowsquall Plow

## Episódios
| Temporada | Episódios | Originalmente lançados | Originalmente lançados |
| Temporada | Episódios | Primeiramente lançado  | Últimamente lançado    |
| --------- | --------- | ---------------------- | ---------------------- |
| 1         | 10        | 27 de julho de 2023    | 27 de julho de 2023    |
| 2         | 12        | 31 de julho de 2025    | 28 de agosto de 2025   |

### Primeira temporada (2023)
| N.º | Título    | Dirigido por  | Escrito por                                                                                            | Exibição original   |
| --- | --------- | ------------- | --- | ------------------- |
| 1   | "WLUDRV"  | Kitao Sakurai | Roteiro por: Michael Jonathan Smith; História por: Rhett Reese & Paul Wernick e Michael Jonathan Smith | 27 de julho de 2023 |
| 2   | "3RNCRCS" | Kitao Sakurai | Michael Jonathan Smith                                                                                 | 27 de julho de 2023 |
| 3   | "NTHLAW1" | Jude Weng     | Grant Dekernion                                                                                        | 27 de julho de 2023 |
| 4   | "WHZDARE" | Maggie Carey  | Shaun Diston                                                                                           | 27 de julho de 2023 |
| 5   | "CRZSRDS" | Jude Weng     | Francesca Gailes & Jacqueline J. Gailes                                                                | 27 de julho de 2023 |
| 6   | "DRVTHRU" | Maggie Carey  | Alison Tafel                                                                                           | 27 de julho de 2023 |
| 7   | "NUTH0UZ" | Bill Benz     | Alyssa Forleiter                                                                                       | 27 de julho de 2023 |
| 8   | "EV3L1N"  | Bill Benz     | Roteiro por: Alyssa Forleiter & Alison Tafel; História por: Ify Nwadiwe                                | 27 de julho de 2023 |
| 9   | "R04DK11" | Kitao Sakurai | Grant Dekernion & Becca Black                                                                          | 27 de julho de 2023 |
| 10  | "SHNGRLA" | Kitao Sakurai | Michael Jonathan Smith                                                                                 | 27 de julho de 2023 |

### Segunda temporada (2025)
| N.º | Título    | Dirigido por      | Escrito por                            | Exibição original    |
| --- | --------- | ----------------- | -------------------------------------- | -------------------- |
| 1   | "PRSRPNT" | Phil Sgriccia     | Michael Jonathan Smith & Jorge Thomson | 31 de julho de 2025  |
| 2   | "DOLF4C3" | Phil Sgriccia     | Alison Tafel                           | 31 de julho de 2025  |
| 3   | "T3STDRV" | Bill Benz         | Hadiyah Robinson                       | 31 de julho de 2025  |
| 4   | "LZGTBZY" | Bill Benz         | Grant Dekernion                        | 7 de agosto de 2025  |
| 5   | "ONURMRK" | Phil Sgriccia     | Shaun Diston                           | 7 de agosto de 2025  |
| 6   | "MKAW1SH" | Phil Sgriccia     | Alyssa Forleiter                       | 14 de agosto de 2025 |
| 7   | "H1TNRVN" | Iain B. MacDonald | Gilli Nissim                           | 14 de agosto de 2025 |
| 8   | "SDDNDTH" | Iain B. MacDonald | Taylor Santiago Berger                 | 21 de agosto de 2025 |
| 9   | "VAVAVUM" | Bertie Ellwood    | Becca Black                            | 21 de agosto de 2025 |
| 10  | "M4YH3M"  | Bertie Ellwood    | Shaun Diston & Kirsten Rezazadeh-Jakob | 28 de agosto de 2025 |
| 11  | "OHLYNTE" | Bill Benz         | Grant Dekernion                        | 28 de agosto de 2025 |
| 12  | "NUY3ARZ" | Bill Benz         | Michael Jonathan Smith                 | 28 de agosto de 2025 |

## Produção

### Desenvolvimento
Em maio de 2019, durante a apresentação de relações de investidores, a Sony Pictures Television confirmou que uma adaptação em série de tv baseada na franquia Twisted Metal estava em "desenvolvimento avançado" junto com a PlayStation Productions. Em fevereiro de 2021, a série foi anunciada com Will Arnett, Rhett Reese, Michael Jonathan Smith e Paul Wernick para produção executiva. Smith serve como showrunner e escreveu a série baseado em um take original de Reese e Wernick. Em fevereiro de 2022, série de ação e comédia de meia hora foi autorizada pela Peacock. No mês seguinte, Kitao Sakurai se juntou como produtor executivo como também a dirigir múltiplos episódios. No dia 7 de dezembro de 2023, a Peacock renovou para uma segunda temporada.

### Casting
Em setembro de 2021, Anthony Mackie serve como um dos produtores executivos e foi o primeiro a ser escalado. Ele interpreta John Doe, um "leiteiro brincalhão" com amnésia que tem a oportunidade de mudar de vida se conseguir sobreviver a um ataque de combate veícular. Em maio de 2022, Stephanie Beatriz e Thomas Haden Church foram escalados nos papéis de Quiet e Agente Stone respectivamente. Quiet é uma ladra de carros que forma uma ligação antagônica com John Doe. O Agente Stone é descrito como "um policial rodoviário pós-apocalíptico frio e implacável que governa as estradas". Neve Campbell foi escalada para o papel de Raven.
Em junho, Will Arnett se juntou ao elenco dublando o personagem Sweet Tooth. Sweet Tooth é um "enorme assassino com uma máscara de palhaço macabra que ronda pelas ruas de "Vegas Perdidas" com o seu caminhão de sorvete armado". O lutador de wrestling Samoa Joe interpreta fisicamente Sweet Tooth.
Richard Cabral foi escalado pro irmão superprotetivo da Beatriz, Loud. Tahj Vaughans e Mike Mitchell interpretam os melhores amigos Mike e Stu. Lou Beatty Jr. interpreta Tommy, "um cartógrafo grisalho e experiente que conhece os perigos do Meio-Oeste Selvagem".
Para a segunda temporada, Anthony Carrigan se juntou ao elenco principal como Calypso enquanto que Richard de Klerk, Patty Guggenheim e Tiana Okoye têm papéis recorrentes como Mr. Grimm, Raven e Dollface respectivamente. Em agosto de 2024, Saylor Bell Curda, Michael James Shaw e Lisa Gilroy se juntaram aos papéis de Mayhem, Axel e Vermin.

### Filmagens
A primeira temporada começou com a fotografia principal em maio de 2022 em Nova Orleans e durou até agosto. Teve o orçamento estimado a 45 milhões de dólares.
Para a segunda temporada, a produção se mudou para Toronto, Ontario. As filmagens começaram no dia 17 de julho e originalmente acabaria em 19 de novembro de 2024 mas foi antecipado para o dia 30 de outubro. As gravações se passaram na prefeitura de Cambridge que virou a prefeitura de "Nova São Francisco". No início de setembro, as cenas foram gravadas numa confeitaria em frente a Escola Secundária Delta fechada em Hamilton.

### Música
A trilha foi composta por Leo Birenberg e Zach Robinson que eles extraíram muito do nu-metal dos anos 2000.

## Lançamento
Twisted Metal estreou na Peacock no dia 27 de julho de 2023 com todos os dez episódios lançados de uma vez. A Paramount+ adquiriu os direitos de exibição para o Canadá e Reino Unido (a série estreou nessa última região no dia 21 de março de 2024) enquanto era exibido na Stan na Austrália. No Brasil, a série estreou na HBO Max no dia 1º de outubro de 2023.
A segunda temporada estreou no dia 31 de julho de 2025 e consistirá em 12 episódios. Os três primeiros episódios estrearam no mesmo dia enquanto que os demais serão lançados semanalmente até o dia 28 de agosto de 2025. No Brasil, a segunda temporada foi lançada no dia 10 de agosto de 2025 na HBO Max.